# 列利奇齊區

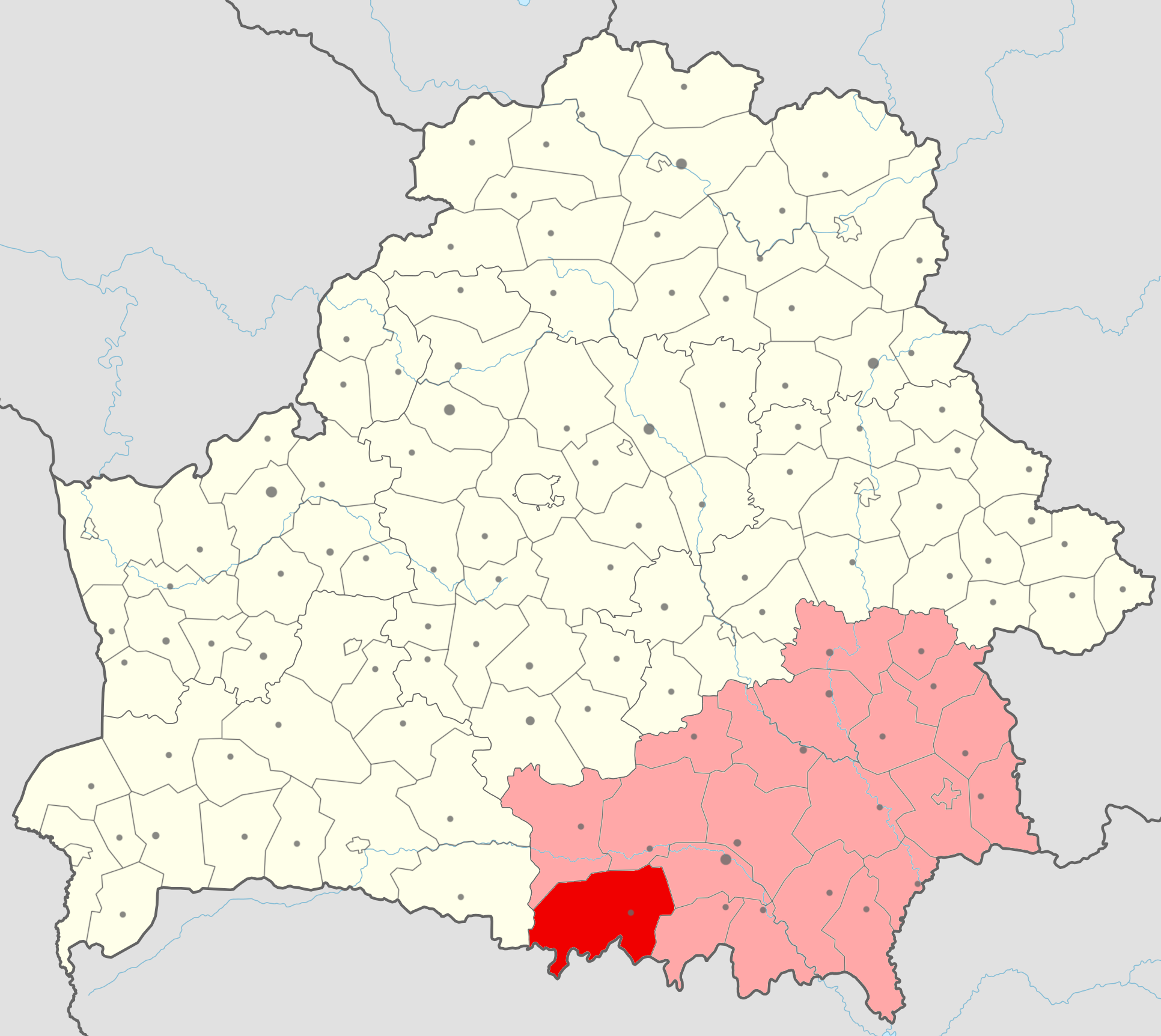
列利奇齊區所在位置

列利奇齊區（羅馬化：Lel'chitskiy rayon）是白俄羅斯東南部戈梅利州的一個區，行政中心为列利奇齐，面積3,221.31平方公里，2009年人口27,722，人口密度每平方公里8.61人。